# Aeroporto Internacional Yaoundé-Nsimalen
Aeroporto Internacional Yaoundé-Nsimalen (em francês: Aéroport international de Yaoundé-Nsimalen) é um aeroporto localizado em Yaoundé, Camarões.